# Caesar (cognomen)
Caesar was het cognomen van een belangrijke patricische tak van de gens Julia.
Het is onduidelijk wie als eerst van de gens Julia dit cognomen aannam, maar de eerste historisch geattesteerde was Sextus Julius Caesar, die praetor was in 208 v.Chr. De vier mogelijke etymologische verklaringen voor het cognomen werden opgesomd door de auteur van de Historia Augusta:
1. Dat het het Moorse woord voor olifant was, en aan een lid van de gens Julia werd gegeven omdat hij een olifant had gedood.[2]
2. Dat het aan een van de Julii werd gegeven omdat hij na de dood van zijn moeder uit haar baarmoeder was gesneden (caesus, participium perfectum passief van caedere) (vandaar ook de term keizersnede).
3. Dat het aan een pasgeborene was gegeven omdat hij met een grote hoeveelheid haar (caesaries) op zijn hoofd ter wereld was gekomen.
4. Dat de eerste die het cognomen Caesar droeg azuurblauwe (caesii) ogen van een bijna bovennatuurlijke aard zou hebben gehad.

De derde verklaring, die ook door Sextus Pompeius Festus wordt gegeven, lijkt de meest aannemelijke omdat het bij de Romeinen gebruikelijk was dat een cognomen voor het eerst werd verleend aan iemand op basis van een uiterlijk kenmerk. De tweede, die het populairst schijnt te zijn geweest bij antieke auteurs, lijkt op een foutieve etymologie te zijn gebaseerd en mag dus worden uitgesloten. De eerste verklaring, die volgens de auteur van de Historia Augusta door de meest geleerde mannen werd aanvaard, kan bevestigd noch ontkracht worden daar men te weinig van het Oudmoors afweet. De stelling van Servius dat de grootvader van de dictator Julius Caesar dit cognomen kreeg omdat hij in Africa een olifant eigenhandig had gedood, is ongetwijfeld een verzinsel, daar er voor hem al Julii Caesares waren.
De beroemdste naamdrager is ongetwijfeld de dictator Gaius Julius Caesar, maar het is zijn adoptiezoon die onder de naam Imperator Caesar Augustus de eerste princeps van Rome werd, een functie die later zou worden omschreven met de titel keizer. Augustus gaf op zijn beurt het cognomen door aan zijn opvolger en adoptiezoon Tiberius Julius Caesar Augustus. Diens opvolger Gaius Julius Caesar Augustus Germanicus (bijgenaamd Caligula) dankte zijn cognomen aan zijn vader Germanicus Julius Caesar, die door Tiberius was geadopteerd en aldus onder de Julii Caesares werd opgenomen. Na de moord op Caligula werd diens oom Tiberius Claudius Nero aangesteld als princeps, maar hoewel deze deel uitmaakte van de domus Augusta (het "Augusteïsche huis", d.i. de Julisch-Claudische dynastie) was hij niet door adoptie opgenomen onder de Julii Caesares en droeg hij dus niet het cognomen Caesar. Daarom nam hij simpel dit cognomen aan en ging voortaan onder de naam Tiberius Claudius Caesar Augustus Germanicus als princeps door het leven. Daarmee was hij de eerste om de naam Caesar echt te linken aan het "ambt" van princeps. Zijn opvolger en adoptiezoon Nero Claudius Caesar Augustus Germanicus zou de laatste princeps van de Julisch-Claudische dynastie zijn. De principes die elkaar in snel tempo zouden opvolgen in het Vierkeizerjaar 69 zouden allen Caesar aan hun naam toevoegen. En het zou aan de uiteindelijke winnaar Vespasianus (die werd geboren als Titus Flavius Vespasianus) te danken zijn dat de naam Caesar als het ware definitief werd geïnstitutionaliseerd als onderdeel van de keizerlijke titulatuur. Uiteindelijk zou dit onder de tetrachie van Diocletianus ertoe leiden dat er een aparte functie werd gecreëerd die de titel Caesar kreeg toebedeeld.

## Bekende naamdragers
- Sextus Julius Caesar (praetor in 208 v.Chr.)
- Sextus Julius Caesar (tribunus militum in 181 v.Chr.)
- Sextus Julius Caesar (consul in 157 v.Chr.)
- Sextus Julius Caesar (praetor in 123 v.Chr.)
- Gaius Julius Caesar (consul in 92 v.Chr.), vader van de dictator
- Sextus Julius Caesar (consul in 91 v.Chr.)
- Lucius Julius Caesar (consul in 90 v.Chr.)
- Gaius Julius Caesar Strabo Vopiscus (aedilis curulis in 90 v.Chr.)
- Lucius Julius Caesar (consul in 64 v.Chr.)
- Julius Caesar (dictator)
- Sextus Julius Caesar (quaestor in 48 v.Chr.)
- Lucius Julius Caesar (proquaestor in 46 v.Chr.)
- Imperator Caesar Divi filius Augustus (geadopteerd)
- Tiberius Julius Caesar Augustus (geadopteerd)
- Drusus Julius Caesar (= Drusus minor)
- Tiberius Julius Caesar Nero Gemellus, zoon van Drusus minor (= Tiberius Gemellus)
- Germanicus Julius Caesar, vader van Caligula (geadopteerd)
- Gaius Caesar Germanicus Augustus, zoon van Germanicus (= Caligula)
- Drusus Julius Caesar, zoon van Germanicus
- Nero Julius Caesar, zoon van Germanicus
- Lucius Julius Caesar (geadopteerd)
- Julius Caesar (geadopteerd)

## Referentie
- W. Smith, art. Caesar, in W. Smith (ed.), A dictionary of Greek and Roman biography and mythology, I, Boston, 1867, p. 536.